# تاريخ العمل المصرفي في الولايات المتحدة
تشرح هذه المقالة عن تفاصيل العمل المصرفي في الولايات المتحدة. تنظم كل من حكومات الولايات والحكومات المصرفية العمل المصرفي في الولايات المتحدة.

## الأمة الجديدة
تأسس بسهولة في النصف الأول من القرن التاسع عشر العديد من المصارف التجارية الصغيرة داخل نيو إنجلاند وذلك عندما سمح القانون بذلك (يرجع بشكل أساسي إلى قوانين حق الامتياز المفتوح). شهد انتشار المصارف التجارية ارتفاعًا في الفرص بالنسبة لأصحاب المشاريع ليقترضوا رؤوس الأموال المستخدمة في تنمية المشاريع. شهد قطاع المصارف الخاص الصغير مقدارًا كبيرًا من عمليات الاقتراض الداخلية. شجعت العديد من هذه المصارف الاستثمار المبكر وساعدت في دعم العديد من المشاريع اللاحقة. على الرغم مما قد يعتبره البعض ممارسات تمييزية في عمليات الإقراض الداخلية، فإن هذه المصارف سليمة للغاية وكانت حالات الفشل فيها نادرة الحدوث، مما شجع أكثر النمو المالي في الولايات المتحدة.

### المحاولات الأولى لتأسيس بنك وطني
أسس أحد قوانين كونغرس الاتحاد في عام 1781 بنك أمريكا الشمالية في فيلاديلفيا، حيث حل محل بنك بنسلفانيا المعتمد من قبل الدولة والذي تأسس في عام 1780 للمساعدة في تمويل الحرب. مُنح بنك أمريكا الشمالية احتكار إصدار سندات الائتمان بمثابة عملة على المستوى الوطني.
اقترح روبرت موريس، أول مراقب مالي يعين وفقًا لبنود الاتحاد، أن يكون مصرف أمريكا الشمالية هو المصرف التجاري الذي يمثل الوكيل المالي والنقدي الوحيد للحكومة. وبناء على ذلك، أُطلق عليه «أبو نظام الائتمان وتداول الأوراق في الولايات المتحدة». شهد هذا المصرف احتكارًا مطلقًا وطنيًا هادفًا للربح في القطاع الخاص سيرًا على خطى بنك إنجلترا، ذلك لأن المحاولات السابقة لتمويل الحرب الثورية، مثل العملة القارية التي يصدرها الكونغرس القاري، أدت إلى انخفاض قيمتها لدرجة أن ألكسندر هاملتون اعتبرها «إحراجًا علنيًا». اعتُمدت بعد الحرب العديد من بنوك الدولة، بما فيها بنك نيويورك وبنك ماساتشوستس في عام 1784.
كان لدى الولايات المتحدة في العقد الأخير من القرن الثامن عشر ثلاث بنوك فقط ولكن العديد من العملات المختلفة المتداولة: العملات الإنجليزية، والإسبانية، والفرنسية والبرتغالية الصادرة عن الولايات والبلدات. قُربت قيم هذه العملات ونُشرت التقلبات في أسعار الصرف. تقلبت قيم العملات المتنوعة جغرافيًا، لكن لم يكن لذلك تأثير في مجتمع تسيطر عليه التجارات المحلية. يناقش رون ميتشنر من جامعة فيرجينيا الحالة النقدية الاستعمارية بعمق.
جادل داعمو المصرف بأنه إن كانت الأمة ستنمو وتزدهر، فإنها ستحتاج إلى عملة معيارية مقبولة عالميًا وأفضل من يستطيع توفير ذلك هو مصانع صك العملة في الولايات المتحدة، يساعدها ويدعمها مصرف وطني ودار السك الأمريكية.

### أول مصرف في الولايات المتحدة
أسس الكونغرس في عام 1791 أول مصرف في الولايات المتحدة. كان المصرف، الذي تعود ملكيته بشكل مشترك إلى الحكومة الفيدرالية وحملة أسهم من القطاع الخاص، تجاريًا على مستوى البلاد وبمثابة مصرف للحكومة الفيدرالية ويعتبر مصرفًا تجاريًا عاديًا ينافس مصارف الدولة. عندما كان يحضر المودعون الأوراق النقدية الحكومية إلى أول مصرف في الولايات المتحدة، كان يقدم هذه الأوراق إلى مصارف الدولة ويطالبها بالذهب، مما كان يعيق من قدرة مصارف الدولة على إصدار الأوراق النقدية والحفاظ على احتياطات كافية. بناء على ذلك، عندما طلب أول بنك في الولايات المتحدة تجديد العقد في عام 1811، قوبل بمقدار كبير من الرفض من مصارف الدولة ولم يتم إصدار تشريع التجديد.
افتتح البنك الثاني في الولايات المتحدة في يناير عام 1817، بعد ست سنوات من فقدان البنك الأول لعقده. كان السبب المرجح لتأسيس بنك الولايات المتحدة الثاني هو الحرب في عام 1812، حيث عانت الولايات المتحدة من تضخم مالي حاد وكان تعاني من صعوبة في تمويل العمليات العسكرية. بالتالي، كان وضع الائتمان والاقتراض في الخزنة في أدنى مستوياته على الإطلاق.
اندفعت الأعمال المصرفية بسرعة بعد نهاية الحرب في عام 1815، وبلغت ذروتها في أزمة الذعر في عام 1819.

### الحقبة الجاكسونية
كانت مدة عقد تأسيس مصرف الولايات المتحدة الثاني (بي.يو.إس) هي عشرون عامًا ومن ثم جُدد ثانيةً في عام 1836. جعله دوره كمخزن لعائدات الحكومة الفيدرالية هدفًا سياسيًا للمصارف المعتمدة من قبل الولايات الفردية والتي عارضت/حسدت علاقة هذا المصرف مع الحكومة المركزية. لعبت السياسات الحزبية دورًا كبيرًا في النقاش حول تجديد العقد. «قال آرثر شليسينغر في البيان التقليدي الذي أدلى به أن السياسات الحزبية خلال الفترة الجاكسونية كانت قائمة في الصراع الطبقي. من خلال منظور خطاب نخبة الحزب، اعتبر شليسينغر أن النزاعات الداخلية في الحزب هي حرب بين اليمينيين الأثرياء والديمقراطيين من الطبقة العاملة». عارض الرئيس أندرو جاكسون بقوة إعادة تجديد عقد المصرف، وجعل برنامجه الانتخابي لعام 1832 يتمحور حول التخلص من المصرف الثاني في الولايات المتحدة. كان هدف جاكسون السياسي هو نيكولاس بيدل، الخبير المالي والسياسي ورئيس مصرف الولايات المتحدة.
بغض النظر عن العداء العام ضد المصارف والاعتقاد بأن العملات المعدنية (الذهب و/أو الفضة) كانت الأموال الحقيقية الوحيدة، فإن أسباب معارضة جاكسون لتجديد العقد كانت تتمحور حول اعتقاده بأن منح السلطة والمسؤولية لمصرف واحد كان السبب في التضخم والشرور الأخرى الحاصلة.
خلال شهر سبتمبر عام 1833، أصدر الرئيس جاكسون أمرًا تنفيذيًا ينهي فيه إيداع الأموال الحكومية في مصرف الولايات المتحدة. وُضعت هذه الودائع، بعد هذا الشهر من العام نفسه، في المصارف المعتمدة من قبل الولاية، والتي تُعرف باسم «البنوك المقربة» «pet banks». في حين أن 6 من أصل 7 أول مستودعات كانت تدار من قبل الديمقراطيين الجاكسونيين، فإن المستودعات اللاحقة، مثل تلك التي في كارولينا الجنوبية وكارولينا الشمالية وميشيغان، كانت تدار من قبل مدراء يعارضون السياسات الجاكسونية. على الأغلب أنه من الخطأ تسمية جميع المستودعات المعتمدة من قبل الدولة «مصارف مقربة».

### 1837-1863: حقبة «الخدمات المصرفية الحرة»
لم يكن من الممكن الحصول على عقد تأسيس مصرف سابقًا لعام 1837 إلا من خلال قانون تشريعي محدد، ولكن في عام 1837 سمح قانون ميشيغان بإعطاء عقود للمصارف التي تحقق متطلبات منح عقد تأسيسي في ميشيغان بشكل آلي وبالتالي لم تعد تتطلب موافقة خاصة من المجلس التشريعي للولاية. شرعت نيويورك في السنة التالية تشريعًا مماثلًا لقانون الأعمال المصرفية الحرة وتبعتها ولايات أخرى لاحقًا. يمكن لهذه المصارف أن تصدر عملات ورقية خاصة بها مقابلة للعملات المعدنية (عملات الذهب والفضة) ونظمت الولايات الاحتياطي الإلزامي وسعر الفائدة للقروض والودائع، ونسبة رأس المال اللازمة وما إلى ذلك. انتشرت الأعمال المصرفية الحرة بسرعة إلى الولايات الأخرى، ومنذ عام 1840 حتى عام 1863 كانت جميع الأعمال المصرفية تنفذ من خلال المؤسسات المعتمدة من قبل الدولة.
في الحين الذي لم تكن فيه الخدمات المصرفية مستقرة في العديد من الولايات في البداية، استقرت مع مرو الوقت معظم المؤشرات المالية. في السنوات الأولى للخدمات المصرفية الحرة في عدة ولايات غربية، تحولت صناعة الأعمال المصرفية إلى أعمال مصرفية «طائشة» بسبب التراخي وإساءة استخدام قوانين الولاية. أُصدرت الأوراق النقدية مع قليل من الضمانات أو عدم وجودها، وتوسع الائتمان بشكل مفرط؛ وتسبب الكساد بموجات من الإخفاقات المصرفية. على وجه الخصوص، تسبب تعدد العملات الورقية الحكومية في حدوث اضطراب وخسارة كبيرين. كانت القيمة الحقيقية للفاتورة مصرفية أقل من قيمتها الاسمية في كثير من الأحيان، وكانت القوة المالية للمصارف المصدرة هي التي تحدد حجم الخصم بشكل عام. على كل حال، طورت ولايات مختلفة صناعات مصرفية أكثر استقرارًا وفعالية بعد عدة سنوات من الخبرة، باستثناء بعض الصدمات الخارجية.